# نادي ألبيريكس نيغاتا (سنغافورة)
نادي ألبيريكس نيغاتا لكرة القدم نادي كرة قدم سنغافوري يلعب في دوري الدرجة الممتازة.

## إنجازات وبطولات الفريق
- كأس الدوري السنغافوري: 2011 , 2015
- كأس سنغافورة: 2015 [2]